# Alma lisa

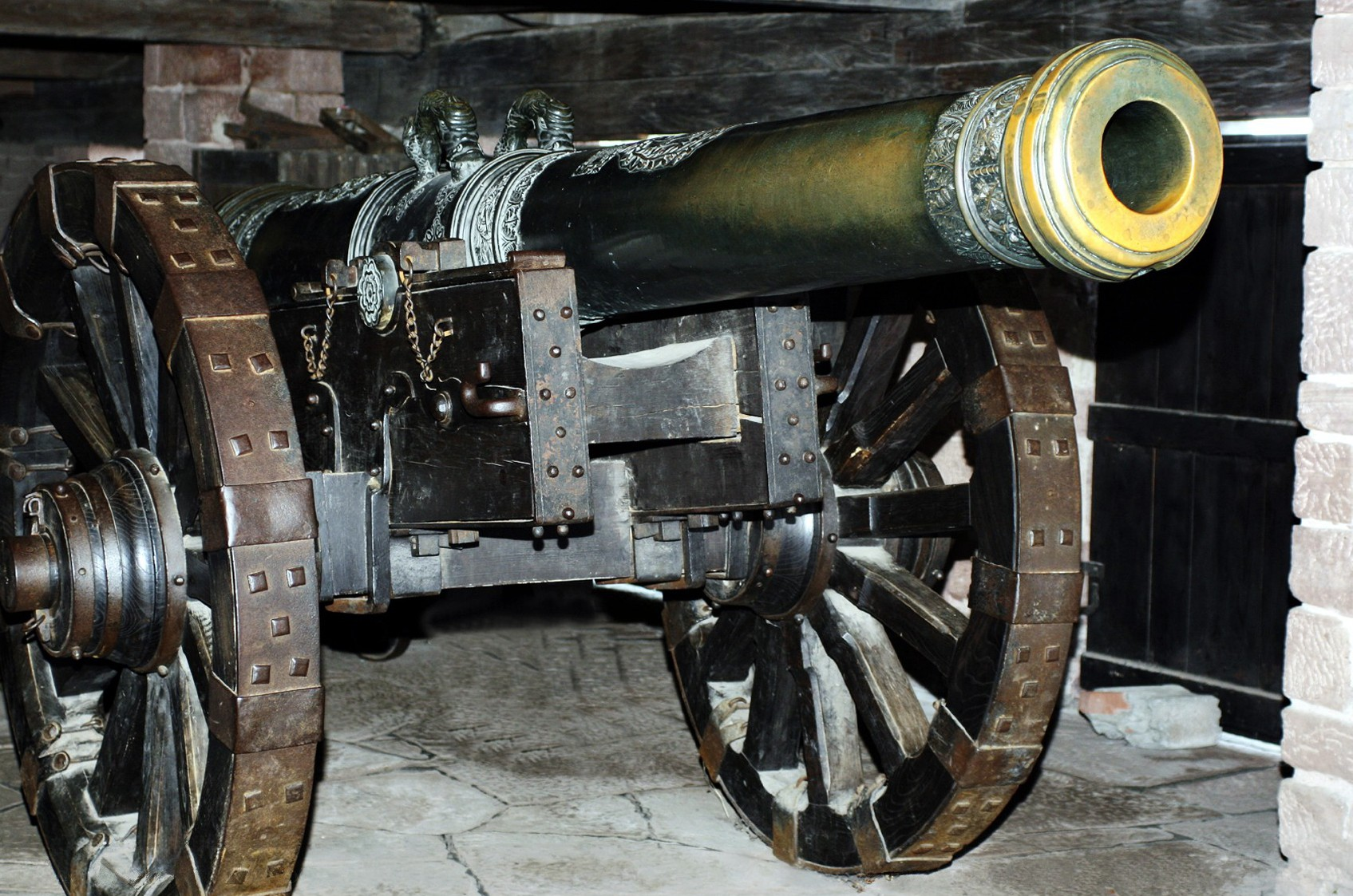
Um canhão antigo com cano de alma lisa

Alma lisa é um termo utilizado para designar os canos de arma de fogo cuja parte interna é lisa, ou seja, sem estriamento de qualquer tipo.[carece de fontes?]
Canos de alma lisa podem estar presentes em armas curtas, em armas longas, em canhões e morteiros, geralmente mais antigas, pois essa configuração diminui consideravelmente a performance balística da arma.